# Abdullah ben Nasser Al Thani
Abdullah ben Nasser Al Thani (en árabe: عبد الله بن ناصر بن عبد الله أحمد آل ثاني‎) (Doha, 29 de septiembre de 1969) es un jeque catarí, pariente del emir de ese país, Tamim Al Thani y, por lo tanto, miembro de la familia real. En junio de 2010 adquirió la mayoría accionarial del Málaga Club de Fútbol. 

## Carrera profesional
Ha estudiado Gestión y Administración de Empresas y Derecho en Egipto y se dedica al mundo de los negocios participando en la gestión y como accionista de numerosas empresas a través de las cuales está presente en más de treinta países y emplea alrededor de tres mil trabajadores, además de formar parte del gobierno de su país. Entre las compañías para las que trabaja se encuentra el Banco de Doha, cadenas hoteleras, centros comerciales, la empresa de telefonía móvil PhoneSat, agencias de viajes, tiendas de moda y de electrónica de consumo como Nasir Ben Abdullah and Sons Trading, concesionarios de automóviles y camiones, entre otras. Participa en actividades benéficas y realiza ayudas económicas en diversos campos.
 Entre sus aficiones se cuentan la del fútbol; los caballos de carrera, pues posee la cuadra Al Naif Stud; y los coches de lujo. Además de su gestión en el Málaga Club de Fútbol, es socio honorífico del club catarí Al-Rayyan, que cuenta con secciones de fútbol, baloncesto, balonmano, vóleibol y tenis de mesa. 

| Predecesor: Fernando Sanz Durán | Presidente del Málaga Club de Fútbol 2010-2020 | Sucesor: José María Muñoz |